# Franz Hinkelammert
Franz Josef Hinkelammert (Emsdetten, Alemania; 12 de enero de 1931-San José, Costa Rica; 16 de julio de 2023) fue un economista y teólogo alemán, exponente de la teología de la liberación y de la crítica teológica al capitalismo. Con aportes universales innovadores sobre la Filosofía Política, la Teoría del Sujeto y las subjetividades sociales, el pensamiento político latinoamericano, la nueva Teoría Crítica situada desde la periferia (desde América Latina), y sobre todo, la crítica de la Economía Política al Neoliberalismo y su sesgo antidemocrático, totalitario y deshumanizante. 
Fue uno de los cofundadores del Departamento Ecuménico de Investigaciones en San José, Costa Rica, junto con Hugo Assmann y Pablo Richard.

## Carrera intelectual y pensamiento
Mostrando un gran interés en cuestiones de naturaleza económica, filosofía y teología, entró a estudiar una licenciatura en la Universidad  de Friburgo en 1950, pasando a la Universidad de Hamburgo y luego a la Universidad de Münster. Concluida esta, en 1955 fue beneficiario de una beca que le permitió iniciar sus estudios de posgrado y doctorado en economía en la Universidad Libre de Berlín, concretándolos en 1960, fungiendo como asistente de investigación hasta 1963. 
Entre 1948 y 1951, Hinkelammert comenzó a interesarse por la historia de Hispanoamérica. Más concretamente, sobre Simón Bolívar, la conquista de México, la figura de Hernán Cortés y sobre las guerras de independencia hispanoamericanas. Este hecho llevó a que la Fundación Konrad Adenauer se interesase en él y le ofreciera trabajo en Chile, en calidad de profesor de Sociología Económica en la Pontifica Universidad Católica de Chile (PUC). En 1963 se asentaría en Santiago de Chile, trabajando primero en la Escuela de Sociología, para luego mudarse al CEREN (Centro de Estudios de la Realidad Nacional). En 1968, y en tanto que disidente de la Democracia Cristiana, Hinkelammert se volvió militante del MAPU, acercándose así a la coalisión política de la Unidad Popular. En este contexto político, y trabajando desde el CEREN, publicaría en 1970 sus obras Dialéctica del desarrollo desigual e Ideologías del desarrollo y dialéctica de la historia.
Su profesorado en la PUC acabaría en 1973, cuyo final abrupto se dio con motivo del golpe de Estado en Chile perpetrado por las fuerzas militares, encabezadas por Augusto Pinochet. Se vio obligado a dejar el país, volviendo a Alemania, para luego regresar a Hispanoamérica en 1976, estableciéndose esta vez en Costa Rica. Allí, fundó el Departamento Ecuménico de Investigaciones en San José, labor en la que fue asistido por Hugo Assman y Pablo Richard. Trabajaría allí 30 años, hasta 2006, mediado por una estancia en Honduras entre 1978 y 1982, en la que desempeñò el cargo de director del Postgrado en Política Económica de la Universidad Nacional Autónoma de Honduras.
Ha escrito abudantemente contra el modelo económico neoliberal, dirigiendo sus críticas principales a figuras como las de Milton Friedman, Friedrich Hayek y Karl Popper. También ha criticado el pensamiento postmoderno, concretamente en el libro El grito del sujeto. Del teatro-mundo del Evangelio de Juan al perro-mundo de la Globalización (1998). Hinkelammert caracteriza la etapa actual de la civilización occidental como ""modernidad in extremis", en la cual los aspectos más deshumanizantes y autodestructivos de la tradición occidental son llevados hasta límites antes no imaginados.

## Honores y reconocimientos
- En 2003, el Ministerio de Cultura de Costa Rica le entregó el Premio Nacional Aquileo J. Echeverría.[4]
- En junio de 2006, fue galardonado con el Premio Libertador al Pensamiento Crítico, entregado en Caracas por el presidente venezolano Hugo Chávez.
- En 2008 se fundó la Cátedra de Pensamiento Crítico “Franz Hinkelammert” en la Universidad Nacional de Costa Rica (UNA), y en torno a ella se creó el Grupo de Pensamiento  Crítico; contando ambos espacios con la figura de Franz Hinkelammert como fundamental animador.
- Ha recibido el Doctorado Honoris Causa en cinco universidades: la Universidad Nacional de Costa Rica (2002),[5] la Universidad UniBrasil (2005), la Universidad Bolivariana de Venezuela (2007),[6] la Universidad de La Habana (2013)[7] y la Universidad Nacional de Cuyo (2015).[8]
- Desde 2018, y para facilitar la lectura de los trabajos de Hinkelammert, la Universidad Centroamericana José Simeón Cañas, a través del Departamento de Filosofía y la Biblioteca “P. Florentino Idoate, S.J.”, ha puesto a disposición de los interesados la Colección Virtual Franz Hinkelammert, que garantiza la disponibilidad y acceso gratuito a su vasta obra. Tienen disponibles textos en español, inglés, alemán, portugués e italiano.
- El Consejo Latinoamericano de Ciencias Sociales (CLACSO) puso a disposición de manera gratuita parte de su obra en formato digital[9]

## Obras
- Ideologías del desarrollo y dialéctica de la historia, Ediciones Nueva Universidad (1970)
- Dialéctica del desarrollo desigual (1970)
- Las armas ideológicas de la muerte (1977)
- Ideología del Sometimiento: la Iglesia chilena frente al golpe 73-74, Educa (1977)
- Democracia y totalitarismo, DEI, S. José (Costa Rica) 1978
- Crítica a la razón utópica (1984)
- Democracia y totalitarismo (1987)
- La deuda externa de América Latina: el automatismo de la deuda DEI (1988)
- Teología alemana y teología latinoamericana de la liberación: un esfuerzo de diálogo DEI (1990)
- Sacrificios humanos y sociedad occidental: Lucifer y la Bestia (1991)
- La fe de Abraham y el Edipo Occidental (1991)
- "El cautiverio de la utopía: las utopía conservadoras de capitalismo actual, el neoliberalismo y la dialéctica de las alternativas"; Pasos 50 (nov-dic/1993), San José (Costa Rica), DEI
- Cultura de la Esperanza y Sociedad sin Exclusión, DEI (1995)
- El mapa del emperador: determinismo, caos, sujeto, DEI (1996)
- El grito del sujeto (1998)
- El huracán de la globalización, DEI, San José, 1999.
- Coordinación social del trabajo, mercado y reproducción de la vida humana, con Henry M. Mora (2001)
- El nihilismo al desnudo: los tiempos de la globalizacioń LOMM ediciones (2001)
- Crítica de la razón utópica, Desclée de Brouwer, Bilbao (2002)
- La vida o el capital, alternativas a la dictadura global de la propiedad, con Ulrich Duchrow, DEI (2003)
- Asalto al Poder Mundial y la Violencia Sagrada del Imperio, DEI (2003)
- El sujeto y la ley: el retorno del sujeto reprimido, Fundación Editorial el perro y la rana (2006)
- Hacia una Economía para la Vida, con Henry Mora, segunda ed. Editorial Tecnológica de Costa Rica (2008)
- Crítica de la razón mítica Editorial Arlekin (2008)
- Totalitarismo de mercado Editorial Akal (2018)